# العلاقات الكوسوفية المصرية
العلاقات المصرية الكوسوفية هي العلاقات الخارجية بين مصر وكوسوفو. اعترفت مصر بكوسوفو كدولة مستقلة في 26 يونيو 2013. لدى كوسوفو مكتب تمثيل دبلوماسي في القاهرة.

## رد فعل مصر على إعلان كوسوفو الاستقلال عام 2008
أُعلِن استقلال كوسوفو عن صربيا يوم الأحد، 17 فبراير 2008، من خلال تصويت بالإجماع في برلمان كوسوفو. قاطع جميع النواب الـ11 الممثلين للأقلية الصربية الجلسة. كان رد الفعل الدولي متباينًا، ولا يزال المجتمع الدولي منقسمًا حول مسألة الاعتراف الدولي بكوسوفو. وكان موقف مصر من إعلان كوسوفو الاستقلال عام 2008 متباينًا أيضًا؛ إذ كانت تعارض استقلال كوسوفو قبل ثورة 2011 في مصر، لكنها أصبحت أكثر دعمًا له بعد الثورة.

### 2008
بعد وقتٍ قصير من إعلان كوسوفو الاستقلال، دعا متحدث باسم وزارة الخارجية المصرية الأطراف إلى الالتزام بالقانون الدولي ودعم الاستقرار الإقليمي، دون أن يصرح ما إذا كانت مصر ستعترف بكوسوفو أم لا.
في قمة منظمة التعاون الإسلامي في 10 مارس 2008، عارضت مصر تبني الوثيقة التي اقترحتها تركيا والتي كانت ستدعم إعلان استقلال كوسوفو.
في 19 يونيو 2008، خلال اجتماع لمنظمة التعاون الإسلامي، كانت مصر من بين الدول التي عارضت الاعتراف بكوسوفو كدولة مستقلة.
في 29 سبتمبر 2008، صرّح وزير الخارجية أحمد أبو الغيط بأن حكومته تتابع عن كثب جميع التطورات في كوسوفو والمنطقة، وأن مصر ستتخذ الموقف المناسب بشأن الاعتراف بكوسوفو في الوقت المناسب. وفي مقابلة مع صحيفة أخبار المساء الصربية في اليوم نفسه، قال السفير المصري لدى صربيا عادل أحمد نجيب: إن مصر تحترم سيادة صربيا وسلامة أراضيها، وتؤمن بضرورة التوصل إلى اتفاق يرضي الطرفين، لتحقيق نتيجة رابحة للطرفين.
في أوائل نوفمبر 2008، صرح المستشار الرئاسي ونائب وزير الخارجية السابق، عبد الله الأشعل، قائلاً: "إن الاعتراف باستقلال كوسوفو سيصدر قريبًا وبصورة حاسمة من مصر، لأننا حريصون على الإسهام في السلام والاستقرار في هذا الجزء من العالم، ونحن الآن على دراية جيدة بتاريخكم ومساعيكم لتقرير المصير وبناء دولتكم المستقلة".
غير أنه في أواخر نوفمبر 2008، منعت مصر وفد كوسوفو من المشاركة في المؤتمر الوزاري الثاني للمرأة التابع لمنظمة التعاون الإسلامي، والمزمع عقده في القاهرة. فعلى الرغم من سماح المنظمة سابقًا لكوسوفو بالمشاركة بصفة ضيف بناءً على طلب ألبانيا، إلا أن مصر اعترضت ومنعت الوفد من حضور المناقشات.

### 2009
في 1 أبريل 2009، أكد الرئيس المصري آنذاك حسني مبارك لنظيره الصربي بوريس تاديتش؛ بحسب ما أفاد تاديتش: أن مصر لن تعترف بكوسوفو. وقد اتفق الزعيمان على أن جميع القضايا العالمية يجب أن تُحل ضمن إطار الأمم المتحدة.
في اجتماع بتاريخ 26 مايو 2009 بين وزير خارجية كوسوفو سكيندر هيسيني وماجد عبد العزيز [الإنجليزية] ممثل مصر لدى الأمم المتحدة، أفاد الأخير بأن مصر تتابع التطورات عن كثب، وأنها ستنضم عاجلًا أو آجلًا إلى الدول التي اعترفت باستقلال كوسوفو.

### 2010
في 22 مارس 2010، أعلنت وزارة الخارجية المصرية أن مصر لن تعترف بكوسوفو كدولة مستقلة قبل أن تُصدر محكمة العدل الدولية رأيها الاستشاري بشأن قانونية إعلان كوسوفو الاستقلال من جانب واحد.
في اجتماع عُقد في 29 سبتمبر 2010 مع سكندر حيسيني، قال وزير الخارجية المصري أحمد أبو الغيط: إن مصر تدرس طلب كوسوفو للاعتراف بها، وستتخذ قرارها في الوقت المناسب. وأوضح أن التأخير في الاعتراف ليس بسبب كوسوفو؛ بل لأسباب أخرى.

### 2011
في 11 أبريل 2011، وبعد أن أدت الثورة المصرية إلى تولي الحكم العسكري المؤقت بدلاً من الحكومة السابقة، صرّح نائب وزير الخارجية المصري أحمد أمين فتح الله بأن مصر تتخذ خطوات عملية نحو الاعتراف بكوسوفو.
في 6 سبتمبر 2011، صرّح وزير الخارجية المصري، محمد كامل عمرو بأن مصر -حتى مع وجود حكومة جديدة لن تغيّر موقفها بشأن الاعتراف بكوسوفو.

### 2012
في اجتماع عُقد في فبراير 2012 بين رئيسة كوسوفو عاطفة يحيى آغا ووزير الخارجية المصري محمد كامل عمرو، أشاد عمرو بالتقدّم الذي أُحرز في كوسوفو، وقال إن مصر تتابع باهتمام التطورات في كوسوفو، وتهتم بإقامة علاقات تعاون وثيقة بين البلدين.
في مارس 2012، وجّهت لجنة العلاقات الخارجية في مجلس الشعب المصري توصية إلى وزير الخارجية محمد كامل عمرو تطلب فيها الاعتراف بكوسوفو.
في أبريل 2012، استقبل نائب وزير الخارجية المصري أسامة توفيق بدر نائب وزير خارجية كوسوفو إبراهيم غاشي، وقد أشار بدر إلى أن مصر ستتخذ قراراً سريعاً بالاعتراف بكوسوفو فور الانتهاء من إنشاء المؤسسات الجديدة. وقال بدر إن الشعب المصري ومؤسساته يدعمون كوسوفو وسيواصلون هذا الدعم.
خلال حملته الانتخابية في يونيو 2012، صرّح الرئيس المصري المنتخب محمد مرسي بأنه يدعم حرية شعب كوسوفو ويُقدّر تضحياته من أجل الحرية والاستقلال. وقال مرسي إن الأمة المصرية لطالما دعمت استقلال كوسوفو، وإنه في حال انتخابه رئيسًا؛ فإن قرار الاعتراف بكوسوفو سيتبع ذلك قريبًا.
في سبتمبر 2012، صرّح أحمد فهمي رئيس مجلس الشورى المصري بأن شعب مصر عبّر عن أمله في أن تتخذ الحكومة المصرية الجديدة قرارًا بالاعتراف قريبًا. وأكّد أن مصر تتضامن مع شعب كوسوفو الذي عانى من أجل نيل حريته. وذكر وزير الشؤون البرلمانية المصري، محمد محسوب، أنه على دراية بتأخر الاعتراف بكوسوفو، داعيًا كوسوفو إلى تفهّم المرحلة الانتقالية التي تمر بها مصر. وأوضح أن المؤسسات المصرية ملتزمة باستكمال عملية الانتقال السياسي واعتماد الدستور والمضي في المسار الديمقراطي. وأعرب عن أمله في أن الاعتراف بكوسوفو سيأتي بشكل طبيعي عند اكتمال هذه العمليات. وأعرب حسام الغرياني رئيس المجلس القومي لحقوق الإنسان ورئيس الجمعية التأسيسية المصرية عن أمله في أن تصبح كوسوفو قريبًا عضوًا في منظمة الأمم المتحدة.
في 15 نوفمبر 2012، وخلال زيارة إلى كوسوفو، صرّح أحمد فهمي أحمد قائلاً: "إن مسألة الاعتراف مطروحة على جدول الأعمال، وكوسوفو تستحق استقلالها عن ماضيها التاريخي".

### 2013
خلال زيارة وزير خارجية جمهورية كوسوفو، أنور خوجحاج، إلى مصر في يناير، صرّح عمرو قائلاً: "فيما يتعلق باعتراف مصر بكوسوفو، أستطيع أن أقول إننا ندرس هذا الأمر بجدية كبيرة، ونأمل أن نتخذ القرار في الوقت المناسب قريبًا". بينما وعد عصام الحداد، مساعد رئيس الجمهورية، بأن "الوقت سيأتي عندما تكون لدينا أخبار جيدة وقرارات بشأن كوسوفو". وخلال زيارة إلى كوسوفو للاحتفال بالذكرى الخامسة لإعلان استقلال البلاد، صرّحت باكينام الشرقاوي، مستشارة الرئيس المصري، في 17 فبراير بأن "مصر على وشك الاعتراف بكوسوفو". وفي أوائل أبريل 2013، صرّح الرئيس المصري محمد مرسي بأن مصر قريبة من الاعتراف بكوسوفو.

#### الاعتراف
بعد أن توصّلت صربيا وكوسوفو إلى اتفاق لتطبيع العلاقات في أبريل 2013، أفيد بأن مصر كانت تؤجل الاعتراف بكوسوفو إلى ما بعد الانتهاء من الاتفاق مع صربيا.
في 26 يونيو 2013، أصدرت وزارة خارجية جمهورية مصر العربية بيانًا بشأن اعتراف جمهورية مصر العربية بجمهورية كوسوفو.
في عام 2021، حافظت مصر على موقفها تجاه كوسوفو بوصفه "اعترافًا مجمّدًا"، مما يعني أن البلاد لا تصوّت لصالح عضوية بريشتينا في المنظمات الدولية. وقد تم تأكيد ذلك من قبل الرئيس المصري عبد الفتاح السيسي خلال محادثة مع رئيس الجمعية الوطنية الصربية، إيفيتسا داتشيتش، في القاهرة.

## التمثيل الدبلوماسي
تملك كوسوفو مكتب تمثيل دبلوماسي في القاهرة، بينما لا توجد سفارة أو قنصلية مصرية في بريشتينا.